# Schnaditz
Schnaditz ist ein Stadtteil von Bad Düben an der Mulde, Landkreis Nordsachsen in Sachsen.

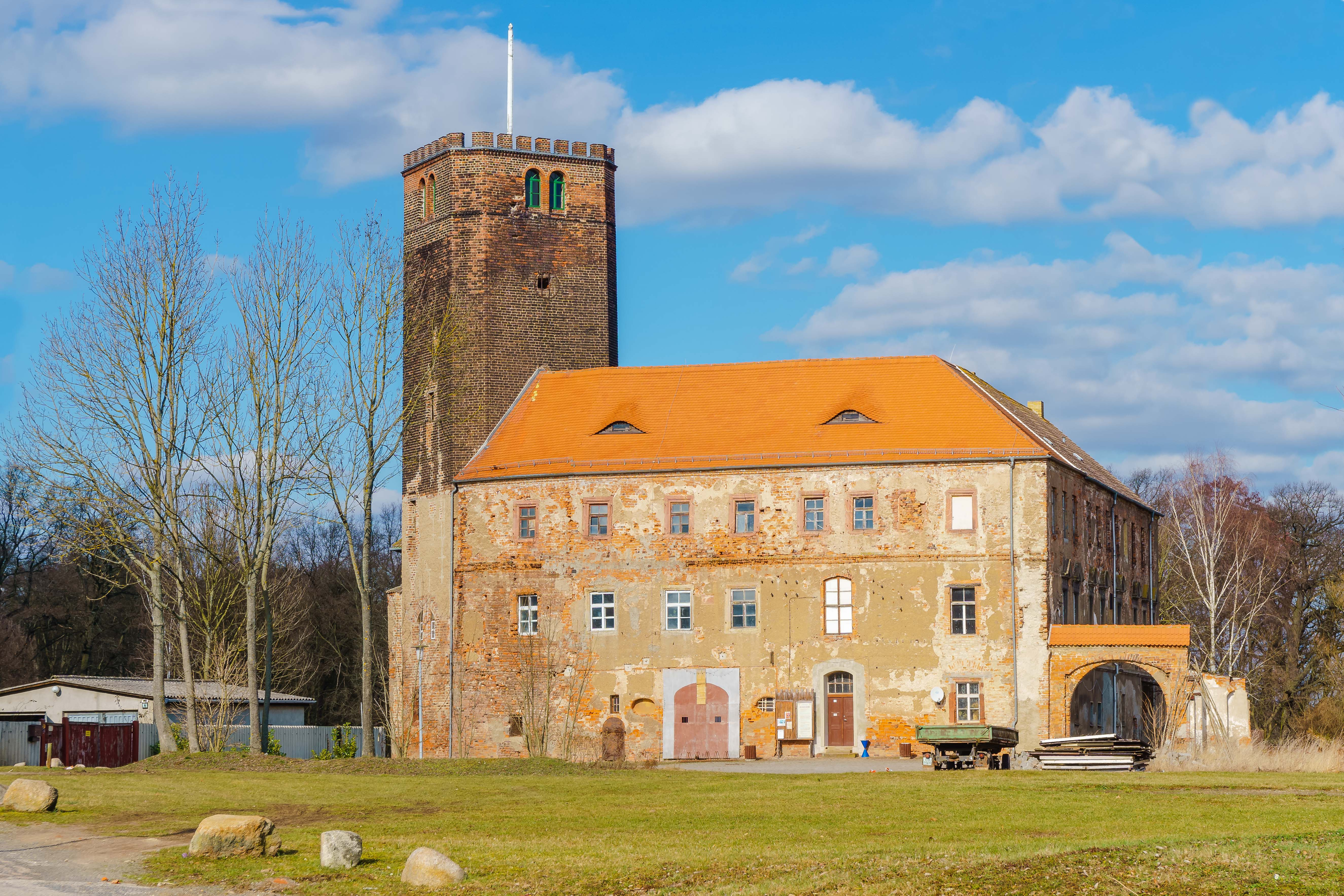
Schloss Schnaditz

## Geschichte

Karte von Schnaditz (um 1842)

Der Ort ist wahrscheinlich um 1200 entstanden. Vermutlich wurde die Wasserburg Sneudiz im Jahre 1237 errichtet. In diesem Schloss lebten unter anderem die Herren von Zaschnitz (auch Zaschwitz geschrieben). Gunter von Zaschnitz ging mit dem Raub der Pferde des Händlers Hans Kohlhase 1532 in Wellaune – damals eine vorgelagerte Befestigung von Schnaditz – ziemlich unrühmlich in die Geschichte ein. Dieser Raub war die Grundlage für die Novelle von Heinrich von Kleist mit dem Namen Michael Kohlhaas.
Schnaditz gehörte um 1529 zum Amt Eilenburg und ab 1552 bis 1815 zum kursächsischen Amt Delitzsch. Durch die Beschlüsse des Wiener Kongresses kam er zu Preußen und wurde 1816 dem Kreis Delitzsch im Regierungsbezirk Merseburg der Provinz Sachsen zugeteilt, zu dem er bis 1952 gehörte.
Im Zuge der Kreisreform in der DDR 1952 wurde Schnaditz dem Kreis Eilenburg angeschlossen, welcher 1994 im Landkreis Delitzsch aufging. Am 1. Januar 1999 wurde der Ort nach Bad Düben eingemeindet und ist seitdem ein Stadtteil von Bad Düben.

## Sehenswürdigkeiten

### Schloss

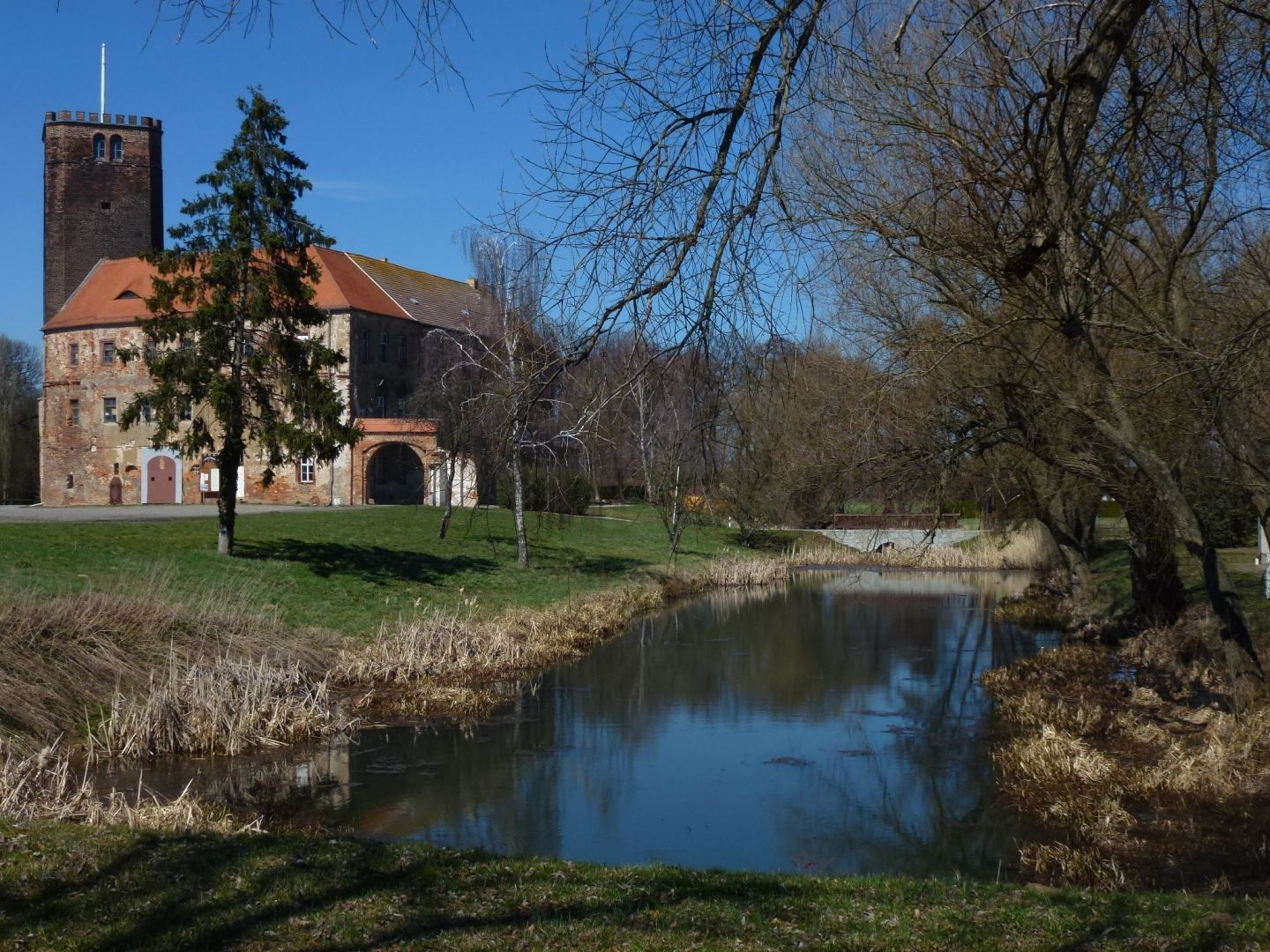
Schloss Schnaditz

Das Schloss Schnaditz wurde wahrscheinlich um 1237 im Sumpfland der Mulde als Wasserburg errichtet. Bodo und Otto von Sneuditz (heute Schnaditz) werden in einer Urkunde als „milites, dicti de Sneuditz“ (Ritter von Sneuditz) erwähnt. In den Jahren 1349 bis 1940 gab es eine Reihe unterschiedlicher Schlossbesitzer. Die längste Zeit (1463–1655) lebten dort Mitglieder der Familie Zaschnitz.
Berühmt wurde Gunter von Zaschnitz als Widersacher des Berliner Kaufmanns Hans Kohlhase in den „Kohlhas'schen Händeln“ 1532–1540. Im Jahr 1532 raubte er die Pferde des Händlers Hans Kohlhase in Wellaune (damals ein Vorwerk von Schnaditz). Der Fall wurde später zur Vorlage für die Novelle „Michael Kohlhaas“ von Heinrich von Kleist. Die Familie Zaschnitz bleibt bis 1655 Besitzer des Rittergutes und Lehnsherr über weitere Dörfer.
Nach dem Zweiten Weltkrieg wurde das Rittergut 1945 im Zuge der Bodenreform enteignet. Zu DDR-Zeiten waren in den drei Flügeln des Schlosses unter anderem ein Wohnhaus, die Gemeindeverwaltung, ein Friseur, eine Poststelle und ein Kindergarten untergebracht. Der in der DDR begonnene Zerfall war durch Leerstand nach der Wende zunächst nicht aufzuhalten. Im Sommer 2014 wurde das Schloss an eine Investorengruppe verkauft, seitdem laufen Sanierungsarbeiten am Schloss.
Dem Schloss Schnaditz schließt sich ein Park an, welcher 1794 nach Vorbild des Wörlitzer Parkes angelegt wurde.
→ siehe auch: Schloss Schnaditz

### Pfarrkirche

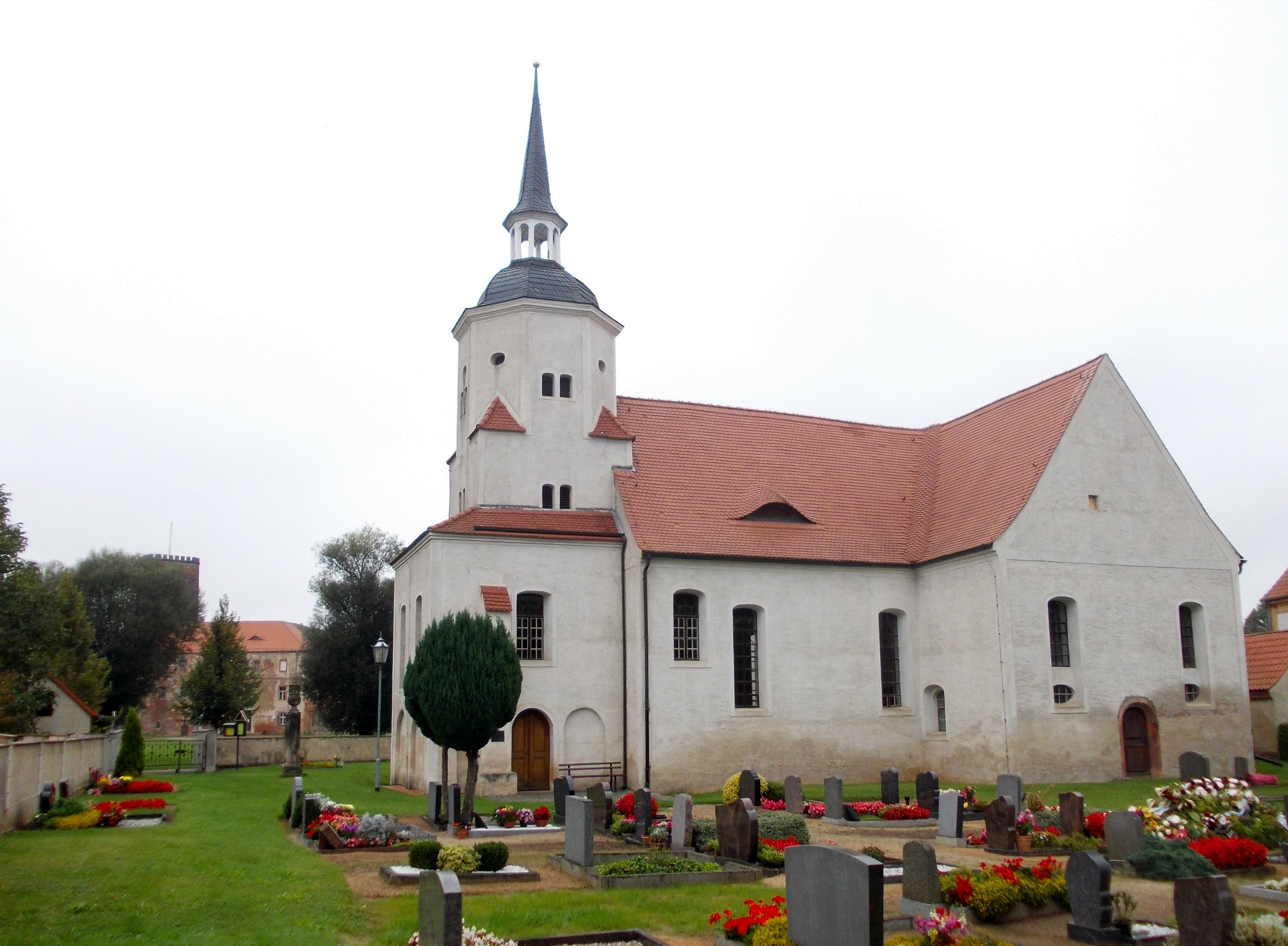
Pfarrkirche Schnaditz mit Friedhof

Die Pfarrkirche Schnaditz wurde im 17./18. Jahrhundert erbaut. Der Turm stammt aus dem Jahr 1686, das Kirchenschiff kam 1716 dazu, das restliche Bauwerk wurde in den Jahren 1714 bis 1717 errichtet. Die Kirche ist eine Saalkirche und zählt zum barocken Baustil. Selten ist der Grundriss, denn er wurde nach dem Antoniuskreuz angelegt. In der Kirche befindet sich ein Epitaph der Familie von Zaschnitz. Auf dem Friedhof gibt es 14 Grabdenkmäler der Familie von Zaschnitz aus dem 16./17. Jahrhundert, ein Totenschild von Leberecht von Bülow aus dem Jahr 1663 sowie ein klassizistisches Grabdenkmal für Caroline Leopoldine Jaspern aus dem 18. Jahrhundert.
→ siehe auch: Pfarrkirche Schnaditz

## Traditionelle Feste
Jährlich werden folgende Feste begangen:
- Pfingstschnitzen, jeweils am Pfingstmontag
- Nachbarbier
- Osterfeuer
- Lindenblütenfest
- Schnupperangeln am Schlossteich
- Hochwassergedenktag, jeweils am 14. August
- Ende Oktober – Geisterfest
- Weihnachtsliedersingen am Schloss, jeweils am 4. Advent

## Einwohnerentwicklung
| Stichtag | Einwohnerzahl |
| -------- | ------------- |
| 1529     | 13            |
| 1552     | 15            |
| 1747     | 18            |
| 1818     | 264           |
| 1880     | 235           |
| 1895     | 199           |
| 1910     | 268           |
| 1925     | 257           |
| 1939     | 252           |
| 1946     | 491           |
| 1950     | 461           |
| 1964     | 388           |
| 1990     | 287           |
| 2011     | 362           |

EinwohnerJahr01002003004005001500160017001800190020002100PopulationEinwohnerentwicklung von Schnaditz

## Persönlichkeiten, die vor Ort gewirkt haben
- Günther von Zaschnitz († 1534), Schlossherr von Schloss Schnaditz, Kontrahent des in die Literatur eingegangenen Pferdehändlers Kohlhase
- Bärbel Wachholz (* 1938; † 1984), DDR-Schlagersängerin, erholte sich im Bärbel-Wachholz-Haus, einem Wochenendhaus bei Schnaditz